# Nexz
Nexz (jap. ネクスジ Nekusuji, kor. 넥스지 Nekseuji) – japoński boysband utworzony przez JYP Entertainment i Sony Music Entertainment Japan, składający się z siedmiu członków: Yu, Tomoya, Haru, Ken, Seita, Yuhi i Yuki, wyłonionych w programie Nizi Project 2. Grupa ma zadebiutować w pierwszym kwartale 2024 roku.

## Nazwa
Nazwa grupy Nexz to skrót od „Next Z (G)eneration”, która nosi przesłanie, że celem grupy jest „otwarcie przyszłości dla nowego pokolenia”.

## Historia

### Od 2023:Nizi Project 2i „Miracle”
18 grudnia 2023 roku (czasu japońskiego) Nexz wydali swój pierwszy digital single „Miracle” oraz jego koreańską wersje.

## Członkowie
| Pseudonim   | Pseudonim | Pseudonim | Prawdziwe imię                  | Data urodzenia    | Narodowość       | Miejsce w programie |
| Latynizacja | Kana      | Hiragana  | Prawdziwe imię                  | Data urodzenia    | Narodowość       | Miejsce w programie |
| ----------- | --------- | --------- | ------------------------------- | ----------------- | ---------------- | ------------------- |
| Yu          | ユウ      | ゆう      | Tomiyasu Yu (jap. 富安悠)       | 27 kwietnia 2005  | Japonia          | 5                   |
| Tomoya      | トモヤ    | ともや    | Uemura Tomoya (jap. 植村朋哉)   | 19 stycznia 2006  | Japonia          | 1                   |
| Haru        | ハル      | はる      | Inoue Haru (jap. 井上陽)        | 23 stycznia 2006  | Japonia          | 2                   |
| So Geon     | ケン      | けん      | So Gun (kor. 소건)              | 13 września 2006  | Korea Południowa | 4                   |
| Seita       | セイタ    | せいた    | Kawashima Seita (jap. 河嶋星太) | 28 listopada 2006 | Japonia          | 7                   |
| Hyui        | ユウヒ    | ゆうひ    | Komori Yuhi (jap. 小森優陽)     | 11 maja 2007      | Japonia          | 6                   |
| Yuki        | ユウキ    | ゆうき    | Nishiyama Yuki (jap. 西山裕貴)  | 20 września 2007  | Japonia          | 3                   |

## Dyskografia

### Single
| Rok  | Tytuł     | Album |
| ---- | --------- | ----- |
| 2023 | „Miracle” | –     |